# Domenico Pignatelli di Belmonte

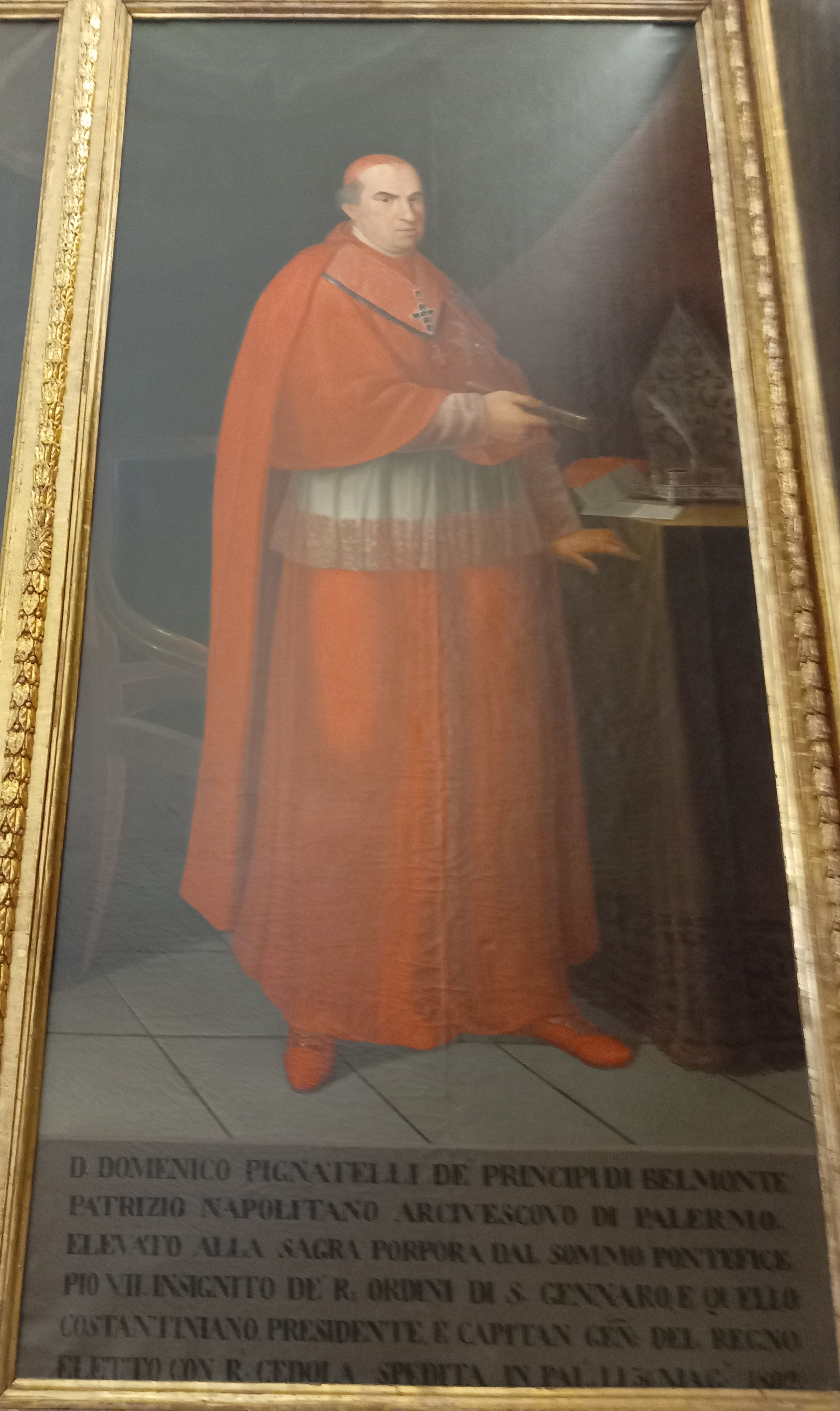
Dipinto esposto a Palazzo dei Normanni

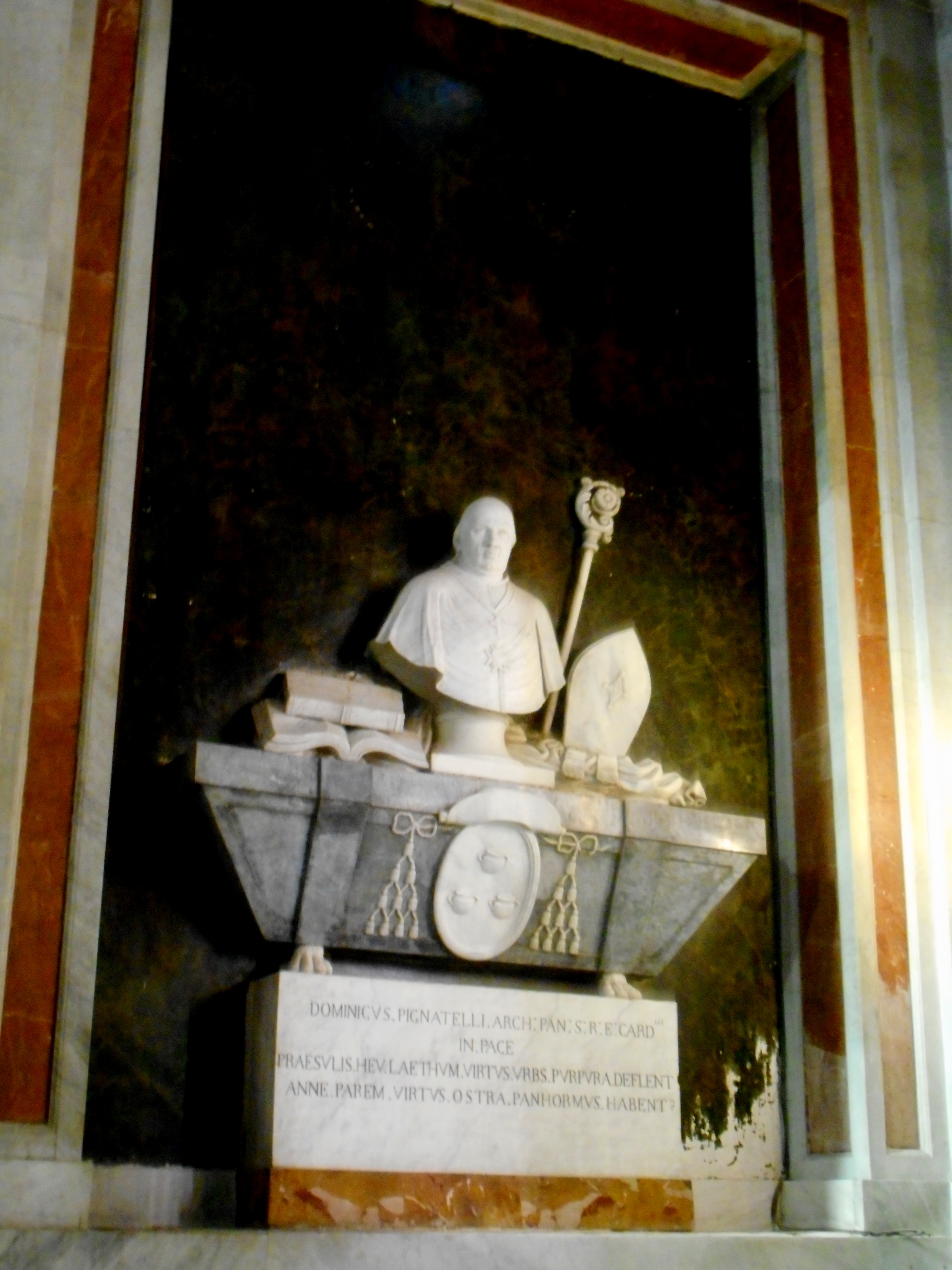
Tomba del Cardinale Pignatelli di Belmonte, nella Cattedrale di Palermo

Domenico Pignatelli di Belmonte (Napoli, 19 novembre 1730 – Palermo, 5 febbraio 1803) è stato un cardinale e arcivescovo cattolico italiano.

## Biografia
Nacque a Napoli il 19 novembre 1730. Chierico regolare teatino, giunse al grado di generale dell'Ordine, finché nel 1782 fu nominato vescovo di Caserta.
Nel 1802 fu promosso arcivescovo metropolita di Palermo.
Fu eletto presidente e capitan generale del Regno di Sicilia e viceré di Sicilia con cedola reale del 31 maggio 1802.
Papa Pio VII lo elevò al rango di cardinale nel concistoro del 9 agosto 1802.
Morì il 5 febbraio 1803 all'età di 72 anni.
Suoi parenti furono i cardinali Francesco Pignatelli e Francesco Maria Pignatelli.

## Genealogia episcopale e successione apostolica
La genealogia episcopale è:
- Cardinale Scipione Rebiba
- Cardinale Giulio Antonio Santori
- Cardinale Girolamo Bernerio, O.P.
- Arcivescovo Galeazzo Sanvitale
- Cardinale Ludovico Ludovisi
- Cardinale Luigi Caetani
- Cardinale Ulderico Carpegna
- Cardinale Paluzzo Paluzzi Altieri degli Albertoni
- Papa Benedetto XIII
- Papa Benedetto XIV
- Papa Clemente XIII
- Cardinale Marcantonio Colonna
- Cardinale Innocenzo Conti
- Cardinale Domenico Pignatelli di Belmonte, C.R.

La successione apostolica è:
- Vescovo Bernardo Maria Serio (1802)

## Ascendenza
|                                                                                      |                                                       |                                                                   | Genitori                 |  |  | Nonni |  |  | Bisnonni                                 |  |  | Trisnonni                               |  |
|                                                                                      |                                                       |                                                                   |                          |  |  |       |  |  | Giacomo Pignatelli, duca di Belvisguardo |  |  | Fabrizio Pignatelli, I principe di Noia |  |
|                                                                                      |                                                       |                                                                   |                          |  |  |       |  |  | Giacomo Pignatelli, duca di Belvisguardo |  |  | Fabrizio Pignatelli, I principe di Noia |  |
|                                                                                      |                                                       | Violante di Sangro                                                |                          |  |  |       |  |  | Giacomo Pignatelli, duca di Belvisguardo |  |  |                                         |  |
| Domingo Pignatelli y Vaaz, I marchese di San Vicente                                 |                                                       |                                                                   |                          |  |  |       |  |  | Giacomo Pignatelli, duca di Belvisguardo |  |  |                                         |  |
|                                                                                      |                                                       | Fiorentina Vaaz d'Andrada, duchessa di Bellosguardo               | Benedetto Vaaz d'Andrada |  |  |       |  |  |                                          |  |  |                                         |  |
|                                                                                      |                                                       | Fiorentina Vaaz d'Andrada, duchessa di Bellosguardo               | Benedetto Vaaz d'Andrada |  |  |       |  |  |                                          |  |  |                                         |  |
|                                                                                      |                                                       | Fiorentina Vaaz d'Andrada, duchessa di Bellosguardo               | Beatriz                  |  |  |       |  |  |                                          |  |  |                                         |  |
| Antonio Pignatelli y Aymerich, I principe Pignatelli                                 |                                                       | Fiorentina Vaaz d'Andrada, duchessa di Bellosguardo               |                          |  |  |       |  |  |                                          |  |  |                                         |  |
|                                                                                      |                                                       | Bernat d'Aymeric Cruïlles i Santapau Urrea, I marchese d'Aymerich | …                        |  |  |       |  |  |                                          |  |  |                                         |  |
|                                                                                      |                                                       | Bernat d'Aymeric Cruïlles i Santapau Urrea, I marchese d'Aymerich | …                        |  |  |       |  |  |                                          |  |  |                                         |  |
|                                                                                      |                                                       | Bernat d'Aymeric Cruïlles i Santapau Urrea, I marchese d'Aymerich | …                        |  |  |       |  |  |                                          |  |  |                                         |  |
| Anna María Francisca d'Aymeric Cruïlles i Santapau Argençola, II marchesa d'Aymerich |                                                       | Bernat d'Aymeric Cruïlles i Santapau Urrea, I marchese d'Aymerich |                          |  |  |       |  |  |                                          |  |  |                                         |  |
|                                                                                      |                                                       | Maria d'Argençola                                                 | Joan d'Argençola         |  |  |       |  |  |                                          |  |  |                                         |  |
|                                                                                      |                                                       | Maria d'Argençola                                                 | Joan d'Argençola         |  |  |       |  |  |                                          |  |  |                                         |  |
|                                                                                      |                                                       | Maria d'Argençola                                                 | Isabel de Mon            |  |  |       |  |  |                                          |  |  |                                         |  |
| Domenico Pignatelli di Belmonte                                                      |                                                       | Maria d'Argençola                                                 |                          |  |  |       |  |  |                                          |  |  |                                         |  |
|                                                                                      | Daniele Domenico Ravaschieri, II principe di Belmonte | Orazio Giovan Battista Ravaschieri, I principe di Belmonte        |                          |  |  |       |  |  |                                          |  |  |                                         |  |
|                                                                                      | Daniele Domenico Ravaschieri, II principe di Belmonte | Orazio Giovan Battista Ravaschieri, I principe di Belmonte        |                          |  |  |       |  |  |                                          |  |  |                                         |  |
|                                                                                      | Daniele Domenico Ravaschieri, II principe di Belmonte | Anna Maria Caracciolo                                             |                          |  |  |       |  |  |                                          |  |  |                                         |  |
| Orazio Pinelli Ravaschieri, III principe di Belmonte                                 | Daniele Domenico Ravaschieri, II principe di Belmonte |                                                                   |                          |  |  |       |  |  |                                          |  |  |                                         |  |
|                                                                                      |                                                       | …                                                                 | …                        |  |  |       |  |  |                                          |  |  |                                         |  |
|                                                                                      |                                                       | …                                                                 | …                        |  |  |       |  |  |                                          |  |  |                                         |  |
|                                                                                      |                                                       | …                                                                 | …                        |  |  |       |  |  |                                          |  |  |                                         |  |
| Anna Maria Francesca Pinelli Ravaschieri, VI principessa di Belmonte                 |                                                       | …                                                                 |                          |  |  |       |  |  |                                          |  |  |                                         |  |
|                                                                                      |                                                       | Girolamo de' Sangro, II principe di Viggiano                      | …                        |  |  |       |  |  |                                          |  |  |                                         |  |
|                                                                                      |                                                       | Girolamo de' Sangro, II principe di Viggiano                      | …                        |  |  |       |  |  |                                          |  |  |                                         |  |
|                                                                                      |                                                       | Girolamo de' Sangro, II principe di Viggiano                      | …                        |  |  |       |  |  |                                          |  |  |                                         |  |
| Violante di Sangro                                                                   |                                                       | Girolamo de' Sangro, II principe di Viggiano                      |                          |  |  |       |  |  |                                          |  |  |                                         |  |
|                                                                                      |                                                       | Ippolita Filomarino                                               | Scipione Filomarino      |  |  |       |  |  |                                          |  |  |                                         |  |
|                                                                                      |                                                       | Ippolita Filomarino                                               | Scipione Filomarino      |  |  |       |  |  |                                          |  |  |                                         |  |
|                                                                                      |                                                       | Ippolita Filomarino                                               | Agnese Filomarino        |  |  |       |  |  |                                          |  |  |                                         |  |
|                                                                                      |                                                       | Ippolita Filomarino                                               |                          |  |  |       |  |  |                                          |  |  |                                         |  |